# Giulio Ricciarelli
 (juin 2015).
Si vous disposez d'ouvrages ou d'articles de référence ou si vous connaissez des sites web de qualité traitant du thème abordé ici, merci de compléter l'article en donnant les références utiles à sa vérifiabilité et en les liant à la section « Notes et références ».
Giulio Ricciarelli (né le 2 août 1965 à Milan) est un acteur, réalisateur et producteur de cinéma italien vivant en Allemagne.

## Biographie
Après sa formation à Munich dans la Otto-Falckenberg-Schule (1985–1987) Giulio Ricciarelli commence sa carrière sur la scène. Il est engagé en 1989/1990 au Theater Basel ; en 1991 il joue entre autres au Staatstheater de Stuttgart et au Theater d'Oberhausen. 
En 1992, il est engagé pour deux ans au Schauspiel de Bonn. Au Bayerischen Staatsschauspiel de Munich, il joue pendant la saison 1994-1995 entre autres le rôle du Duc d'Albe dans Don Carlos, ainsi que, sous la direction de Jérôme Savary, le rôle principal de Jean dans Zazou.
En 2014, il réalise son premier film Le Labyrinthe du silence (Im Labyrinth des Schweigens). 
Giulio Ricciarelli a interprété divers rôles pour la télévision.

## Filmographie partielle

### Comme acteur
- 1997 : Rossini – oder die mörderische Frage, wer mit wem schlief
- 2003 : Fremder Freund
- 2006 : Robin Pilcher - Jenseits des Ozeans
- 2008 : Ein Ferienhaus auf Ibiza

### Comme réalisateur
- 2004 : Vincent (court métrage)
- 2008 : Love It Like It Is (court métrage)
- 2009 : Lights (court métrage)
- 2010 : Ampelmann (court métrage)
- 2014 : Le Labyrinthe du silence (Im Labyrinth des Schweigens)